# ريميديوس دي إسكالادا (مدينة)
ريميديوس دي إسكالادا (بالإسبانية: Remedios de Escalada)‏ هي منطقة سكنية تقع في الأرجنتين في Lanús Partido. يقدر عدد سكانها بـ 81,465 نسمة وترتفع عن سطح البحر 11 متر.

## أعلام
- فرانكو كوليلا
- رودريغو شليغل
- ناتاليو بيرينيتي
- رودريغو أرشوبي